# Albert Auguste Gicquel des Touches

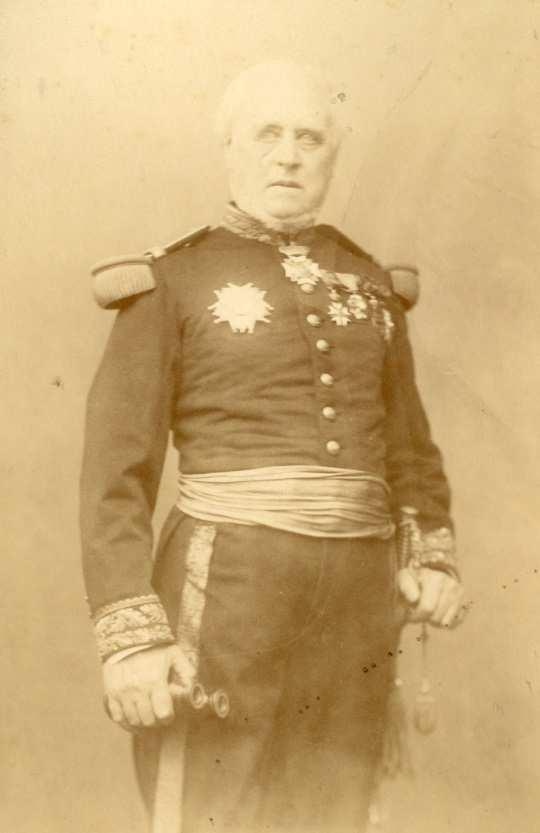
Albert Gicquel des Touches

Albert Auguste Gicquel des Touches (* 10. April 1818 in Brest; † 18. Mai 1901 in Versailles) war ein französischer Marineoffizier und Politiker der Dritten Republik.

## Leben
Giguel des Touches stammte aus einer bretonischen Familie. Er war der Sohn von Auguste Marie Gicquel des Touches, einem in Brest stationierten Marineoffizier, und Mélanie Siderf.
Er trat 1832 in die Marineakademie ein, wurde am 16. Oktober 1833 zum Aspiranten ernannt und am 1. Mai 1838 zum Enseigne de vaisseau. Von 1838 bis 1841 war er an Bord der Junon, Station Brasilien und La Plata; anschließend war er an Bord der Belle Poule, wo er von 1842 bis 1843 eine weitere Kampagne in diesen Gewässern durchführte und sich durch seine hydrographischen Beobachtungen hervortat.
Als Leutnant zur See (1. November 1843) war er Admiral Tréhouarts Adjutant an Bord der Jupiter, dann der Friedland und der Inflexible. Bei der Rom-Expedition 1849 wurde er zum Stabschef des Admirals auf der Ténare befördert. Am 8. Mai 1850 wurde er Fregattenkapitän und war von 1856 bis 1857 Adjutant des Admirals Tréhouart im Mittelmeergeschwader auf der Bretagne.
Am 9. August 1858 wurde er Kapitän zur See. Von 1860 bis 1862 war er erneut Stabschef des Geschwaders auf der Bretagne und nahm an der Syrien-Expedition teil. Von 1862 bis 1864 befehligte er das Kanonenschulschiff Montebello. Am 6. April 1867 wurde er zum Konteradmiral befördert.
Am 1. Januar 1869 wurde er zum Commandant en sous-ordre des Entwicklungsgeschwaders, im November 1871 zum Seepräfekten des 3. Arrondissements in Lorient und am 3. August 1875 zum Vizeadmiral ernannt. Von Mai bis November 1877 war er Marineminister im Kabinett Broglie III. In dieser Zeit wurde er zum Vorsitzenden verschiedener Kommissionen und 1881 zum Generaldirektor des Depots für Karten und Pläne der Marine ernannt. Er war Vorsitzender des Hydrographischen Komitees und Vizepräsident der Leuchtturmkommission. Im Mai 1884 schied er aus dem aktiven Dienst aus und widmete sich der Wohltätigkeitsarbeit für Seeleute.

## Ehrungen
- Großoffizier der Ehrenlegion[4]
- 1850 zum persönlichen römischen Grafen ernannt, 1860 von Papst Pius IX. zum erblichen Markgrafen von Nedo ernannt.[5][6]
- Britische Krim-Medaille 1856
- Orden Franz I.
- Mecidiye-Orden 4. Klasse[7]

## Werke
- Notice sur l’amiral Tréhoüart (1798–1873), Challamel aîné, 1874.
- Notice sur la transportation à la Guyane Française et à la Nouvelle-Calédonie pendant les années 1871–1872–1873–1874 & 1875, imp. nat, 1877.[8]
- La Vérité sur les lois militaires ..., Bloud et Barral, 1888.
- Le Dimanche chez les nations protestantes, rapport de M. le vice-amiral marquis Gicquel des Touches, impr. de F. Levé, 1889.